# Ōe no Hiromoto
Ōe no Hiromoto est un nom japonais traditionnel ; le nom de famille (ou le nom d'école), Ōe, précède donc le prénom (ou le nom d'artiste).
Ōe no Hiromoto (大江 広元, 1148 – 16 juillet 1225) est un kuge (noble de cour) et vassal du shogunat de Kamakura qui contribue à établir les structures gouvernementales du bakufu.
Arrière-petit-fils du fameux érudit Ōe no Masafusa, il naît avec le nom Ōe no Koremitsu puis est adopté par Nakahara Hirosue mais retourne auprès de la famille Ōe en 1216. Une autre théorie avance que Hiromoto est le fils de Fujiwara no Mitsuyoshi. En tant que noble de basse extraction, il sert à l'origine à la cour impériale de Kyoto.
En 1184 il est invité à Kamakura par Minamoto no Yoritomo qui fonde plus tard le shogunat de Kamakura. Il devient le premier chef (bettō) du nouveau kumonjo (« Bureau des documents publics ») la même année puis mandokoro (« Bureau administratif ») en 1191. Sur le conseil de Hiromoto, Yoritomo nomme les jitō (« intendants ») et les shugo (« gouverneurs militaires de province ») en 1185, qui aident à renforcer le contrôle shogunal sur les provinces. En 1190, Ōe suit Yoritomo à Kyoto où il réside jusqu'en 1192 pour négocier avec la cour impériale.
Après la mort de Yoritomo, Ōe gagne la confiance de sa veuve, Hōjō Masako, et aide à la prise du pouvoir par le clan Hōjō. Il est impliqués dans plusieurs événements importants du shogunat. En 1199, le pouvoir véritable passe du second shogun Minamoto no Yoriie au conseil de l'influent gokenin. En 1203 le shogun est arrêté avec son partisan Hiki Yoshikazu. Hiromoto aide également le clan Hōjō à écraser ses ennemis comme Hatakeyama Shigetada, Hiraga Asamasa et Wada Yoshimori.
Au cours de la guerre de Jōkyū, il insiste pour que soit lancée une attaque soudaine sur Kyoto et contribue à l'écrasante victoire du shogunat. Il meurt après avoir soutenu la succession de Hōjō Yasutoki. Son quatrième fils fonde le clan Mōri.

## Source de la traduction
- (en) Cet article est partiellement ou en totalité issu de l’article de Wikipédia en anglais intitulé « Ōe no Hiromoto » (voir la liste des auteurs).